# Mytilina mucronata
Mytilina mucronata is een raderdiertjessoort uit de familie Mytilinidae. De wetenschappelijke naam van deze soort is voor het eerst geldig gepubliceerd in 1773 door Müller.